# Eichleria
Eichleria es un género con cuatro especies de plantas herbáceas de la familia de las oxalidáceas.

## Especies seleccionadas
- Eichleria albescens
- Eichleria blanchetiana
- Eichleria discolor
- Eichleria lucida